# Anemocarpa
Anemocarpa Paul G.Wilson – rodzaj roślin z rodziny astrowatych (Asteraceae). Obejmuje 3 gatunki. Występuje naturalnie w Australii.

## Systematyka
Pozycja według APweb (aktualizowany system APG III z 2009)
Jeden z rodzajów plemienia Gnaphalieae z podrodziny Asteroideae w obrębie rodziny astrowatych (Asteraceae) z rzędu astrowców (Asterales) należącego do dwuliściennych właściwych.
Wykaz gatunków
- Anemocarpa calcicola Paul G.Wilson
- Anemocarpa podolepidium (F.Muell.) Paul G.Wilson
- Anemocarpa saxatilis (Paul G.Wilson) Paul G.Wilson